# Wydział Historii i Stosunków Międzynarodowych Uniwersytetu w Białymstoku
Wydział Historii i Stosunków Międzynarodowych Uniwersytetu w Białymstoku – historyczny wydział Uniwersytetu w Białymstoku.

## Historia
Wydział Historii i Stosunków Międzynarodowych powstał 1 października 2019 roku w ramach przekształcenia Instytutu Historii i Nauk Politycznych istniejącego w ramach Wydziału Historyczno-Socjologiczny Uniwersytetu w Białymstoku. Wskutek zarządzenia Rektora UwB, Wydział został podzielony na dwa osobne wydziały: Historii oraz Stosunków Międzynarodowych.

## Kierunki kształcenia
Dostępne kierunki:
- Historia (studia I i II stopnia)
- Stosunki Międzynarodowe (studia I i II stopnia)
- Studia Wschodnie (studia I stopnia)
- Podyplomowe Studia Archiwistyki
- Podyplomowe Studia Genealogiczne
- Podyplomowe Studia Ochrona i Promocja Dziedzictwa Kulturowego
- Studia Podyplomowe Historii
- Studia Podyplomowe Wiedzy o Społeczeństwie

## Struktura organizacyjna
Wydział składał się z pięciu katedr, których kierownikami byli:
| Katedra                                                                | Kierownik                               |
| ---------------------------------------------------------------------- | --------------------------------------- |
| Katedra Historii do końca XIX w. i Edytorstwa Źródłowego               | prof. dr hab. Teresa Chynczewska-Hennel |
| Katedra Historii Struktur Demograficznych, Gospodarczych i Religijnych | prof. dr hab. Cezary Kuklo              |
| Katedra Historii Powszechnej Najnowszej                                | prof. dr hab. Halina Parafianowicz      |
| Katedra Stosunków Międzynarodowych i Historii Współczesnej             | prof. dr hab. Eugeniusz Mironowicz      |
| Katedra Studiów Wschodnich                                             | prof. dr hab. Wojciech Śleszyński       |

## Poczet dziekanów
1. dr hab. Joanna Sadowska (2019–2020)
2. dr hab. Tomasz Mojsik (2020–2023)

## Władze Wydziału
W latach 2020–2023:
| Stanowisko                   | Imię i nazwisko        |
| ---------------------------- | ---------------------- |
| Dziekan                      | dr hab. Tomasz Mojsik  |
| Prodziekan ds. Dydaktycznych | dr hab. Marzena Liedke |
| Prodziekan ds. Rozwoju       | dr Piotr Łozowski      |